# 斯韋德魯普島

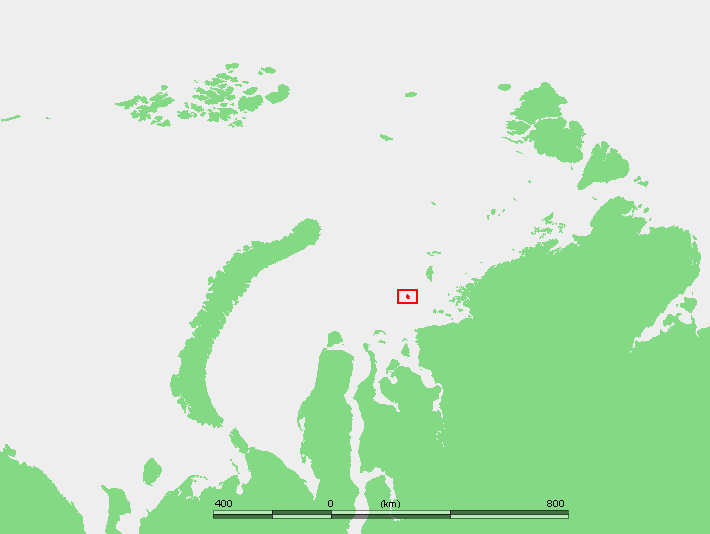

斯韋德魯普島是俄羅斯的島嶼，位於迪克森島以北120公里的喀拉海南部，由克拉斯諾亞爾斯克邊疆區負責管轄，長15公里、寬10公里，最高點海拔高度33米。
74°35′N 79°27′E / 74.583°N 79.450°E